# Doina Robu
Doina Robu, született Doina Ciucani (Karácsonkő, 1967. július 22. –) világbajnok és olimpiai ezüstérmes román evezős. Férje Valentin Robu olimpiai ezüstérmes evezős.

## Pályafutása
A Steaua Bucureşti versenyzője volt. Az 1992-es barcelonai olimpián nyolcasban ezüstérmet szerzett társaival. 1986 és 1993 között a világbajnokságokon két arany-, és egy-egy ezüst- illetve bronzérmet nyert.

## Sikerei, díjai
- Olimpiai játékok – nyolcas
  - ezüstérmes: 1992, Barcelona
- Világbajnokság
  - aranyérmes (2): 1990 (kormányos nélküli négyes), 1993 (nyolcas)
  - ezüstérmes: 1986 (négypárevezős)
  - bronzérmes: 1991 (nyolcas)